# کسب‌وکار بزرگ (فیلم ۱۹۸۸)
کسب‌وکار بزرگ (به انگلیسی: Big Business) فیلمی کمدی محصول سال ۱۹۸۸ و به کارگردانی جیم آبراهامز است. در این فیلم بازیگرانی همچون بت میدلر، لی‌لی تاملین، فرد وارد، ادوارد هرمان، میکله پلاچیدو، بری پریموس، مایکل گروس، دبورا راش، نیکلاس کاستر، نرما مک‌میلان، جو گریفاسی، جان ویکری، جان هنکاک، ست گرین، کامرون آرگانزیانو و شرلی میچل ایفای نقش کرده‌اند.